# آپاچی جانکشن (آریزونا)
آپاچی جانکشن (به انگلیسی: Apache Junction) شهری در ایالت آریزونا از ایالات جنوب غربی ایالات متحده آمریکا است. در سرشماری سال ۲۰۰۰، جمعیت این شهر ۳۱٬۸۱۴ نفر اعلام شد.

## جغرافیا
این شهر در کنار کوه‌های خرافه قرار گرفته‌است.
این شهر در عرض ۳۳°۲۴′۵۴″شمالی ۱۱۱°۳۲′۴۶″غربی / ۳۳٫۴۱۵۰۳۵°شمالی ۱۱۱٫۵۴۶۰۲۵°غربی واقع شده‌است و ۵۲۵ متر از سطح دریا ارتفاع دارد. مساحت آن ۸۸٫۷ کیلومتر مربع تخمین زده می‌شود.